# Natàlia Buzunova
Natàlia Buzunova (rus: Ната́лья Васи́льевна Бузуно́ва)  (4 de març de 1958) va ser una jugadora d'hoquei sobre herba soviètica que va competir durant les dècades de 1970 i 1980.
El 1980 va prendre part en els Jocs Olímpics de Moscou, on guanyà la medalla de bronze en la competició d'hoquei sobre herba. A nivell de clubs guanyà la lliga soviètica de 1982 i 1984 amb l'SKIF de Moscou.